# Listă de comune din județul Ialomița
Această listă de comune din județul Ialomița cuprinde toate cele 59 comune din județul Ialomița în ordine alfabetică.

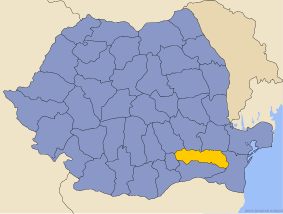
Judeţul Ialomiţa

1. Adâncata
2. Albești
3. Alexeni
4. Andrășești
5. Armășești
6. Axintele
7. Balaciu
8. Bărbulești
9. Bărcănești
10. Borănești
11. Bordușani
12. Bucu
13. Buești
14. Ciocârlia
15. Ciochina
16. Ciulnița
17. Cocora
18. Colelia
19. Cosâmbești
20. Coșereni
21. Drăgoești
22. Dridu
23. Făcăeni
24. Gârbovi
25. Gheorghe Doja
26. Gheorghe Lazăr
27. Giurgeni
28. Grindu
29. Grivița
30. Gura Ialomiței
31. Ion Roată
32. Jilavele
33. Maia
34. Manasia
35. Mărculești
36. Mihail Kogălniceanu
37. Miloșești
38. Moldoveni
39. Movila
40. Movilița
41. Munteni-Buzău
42. Ograda
43. Perieți
44. Platonești
45. Rădulești
46. Reviga
47. Roșiori
48. Sălcioara
49. Sărățeni
50. Săveni
51. Scânteia
52. Sfântu Gheorghe
53. Sinești
54. Stelnica
55. Sudiți
56. Traian
57. Valea Ciorii
58. Valea Măcrișului
59. Vlădeni